# Championnat de Belgique de football de deuxième division 1984-1985
Navigation
saison précédente saison suivante
Le Championnat de Belgique de football de Division 2 1984-1985 est la 68e édition du championnat de deuxième niveau national en Belgique.
La compétition conserve le même schéma que la saison précédente, à savoir une phase classique pendant laquelle les 16 équipes s'affrontent deux fois chacune en matches aller-retour. Le champion est directement promu en Division 1. Ensuite un tour final concerne quatre formations et désigne le second montant. À l'autre bout du classement, les deux derniers sont relégués en Division 3 en vue de la saison suivante.

## Classements et Résultats
Légende
- Champion de Belgique de Division 2 1980 et promu en Division 1 la saison suivante
- Club qualifié pour le tour final pour la montée en Division 1
- Club relégué en Division 3 la saison suivante

Abréviations
 : club promu de Division 3 depuis la saison précédente

 : club relégué de Division 1 depuis la saison précédente

### Tableau des résultats
Avec seize clubs engagés, 240 matches sont au programme de la saison.

## Tour final

### Classement final
L'ordre des matchs du tour final est désigné par un tirage au sort, effectué au siège de l'URBSFA.

## Récapitulatif de la saison
- Champion : [[]] (Xe titre de Division 2)
- Xe titre de champion de Division 2 pour la

| Région flamande (0)             | Région flamande (0) | Province de Brabant (0)      | Province de Brabant (0) | Région wallonne (0)    | Région wallonne (0) |
| ------------------------------- | ------------------- | ---------------------------- | ----------------------- | ---------------------- | ------------------- |
| Province d'Anvers               | 0                   | Région de Bruxelles-Capitale | 0                       | Province de Hainaut    | 0                   |
| Province de Flandre-Occidentale | 0                   | Province du Brabant flamand  | 0                       | Province de Liège      | 0                   |
| Province de Flandre-Orientale   | 0                   | Province du Brabant wallon   | 0                       | Province de Luxembourg | 0                   |
| Province de Limbourg            | 0                   |                              |                         | Province de Namur      | 0                   |

1. ↑  Au niveau footballistique, la province de Brabant est toujours unitaire malgré sa partition territoriale en 1995.

### Admission et relégation
[[]] sont promus en Division 1 d'où sont relégués .
[[]] sont renvoyés en Division 3, d'où sont promus .

### Bilan de la saison
| Championnat de Belgique de football de deuxième division 1984-1985 |            |
| Champion                                                           | (xe titre) |
| Promotions et relégations                                          |            |
| Promus en Division 2                                               |            |
| Relégués en Division 3                                             |            |

### Sources et liens externes
- (en) Belgium - Final Tables 1895-2008, sur RSSSF